# ローマ・オリンピック1960
『ローマ・オリンピック1960』ないし『ローマ・オリンピック一九六〇』（イタリア語: La grande olimpiade、英語: The Grand Olympics）は、ロモロ・マルチェリーニが監督した、1961年のイタリアのドキュメンタリー映画。この作品は、1961年の映画を対象とした第34回アカデミー賞において、長編ドキュメンタリー映画賞にノミネートされた。

## 概要
142分のこの映画は、ローマで開催された1960年の第17回夏季オリンピック大会を特徴づけた行事や選手たちを取り上げている。陸上競技の100メートル競走で優勝した西ドイツのアルミン・ハリーが大きく取り上げられたほか、「黒いガゼル (the black gazelle)」と称され絶対的な主役であった女子陸上競技選手ウィルマ・ルドルフや、ヨーロッパ人として初めて200メートル競走で優勝した地元イタリアのリビオ・ベルッティ、また裸足で走って優勝したエチオピアのマラソン選手アベベ・ビキラなどが映像に捉えられている。
スローモーションの多用や、ユーモラスな場面を交えた明るい雰囲気の編集が、作品の特徴となっている。
日本では川本信正が監修し、北出清五郎が解説する、日本語版で公開された。